# أحمد الجويدي
أحمد مهند طلب الجويدي (من مواليد 9 أبريل 2001) هو لاعب كرة قدم أردني محترف يلعب كحارس مرمى لفريق شباب الأردن والمنتخب الأردني.

## المسيرة الرياضية
كان جزءًا من فريق الأردن تحت 23 عامًا الذي فاز ببطولة اتحاد غرب آسيا تحت 23 عامًا 2021 كحارس مرمى أساسي. وفي يناير 2024، اختير ضمن تشكيلة المنتخب الأردني المكونة من 26 لاعباً للمشاركة في كأس آسيا 2023.

## الإنجازات
الأردن تحت 23
- بطولة غرب آسيا تحت 23 سنة: 2021

## روابط خارجية
- أحمد الجويدي  على سكروي